# Сахарська Арабська Демократична Республіка
Саха́рська Ара́бська Демократи́чна Респу́бліка, або САДР (араб. الجمهورية العربية الصحراوية الديمقراطية, ісп. República Árabe Saharaui Democrática (RASD)), також відома як Сахараві, або Сахраві (араб. صحراوي, ісп. Saharaui, англ. Sahrawi) — частково визнана держава, що не контролює на сьогодні більшу частину території, на яку претендує, колишня іспанська колонія в Західній Сахарі. На півночі та заході межує з Марокко, на північному сході — з Алжиром, на сході і півдні — з Мавританією, а з заходу омивається Атлантичним океаном.
Найвідоміші історичні назви краю — Ваді-Захаб, Ріо-де-Оро та Сегієт-ель-Хамра (Золота річка (арабською та іспанською мовами) і Червоний струмок (арабською мовою) відповідно). У часи іспанського панування — Іспанська Сахара.

## Історія
До 1975 р. регіон був іспанською колонією. 6 листопада 1975 р. король Марокко Хасан II організував т. зв. «Зелений марш». За його закликом 350 тисяч беззбройних марокканців, серед яких були жінки і діти, увійшли на територію Західної Сахари, не зустрічаючи опору, анексія відбулася. Південна частина (1/3) Західної Сахари відійшла Мавританії.
У 1979 році, після відмови Мавританії від прав на південну частину Західної Сахари, остання була повністю окупована Марокко; ця територія, більшу частину якої Марокко зараз контролює, розглядається як свої так звані Південні провінції.
27 лютого 1976 року Фронт Полісаріо, який вів партизанську війну проти марокканських військ за підтримки Алжиру, проголосив Західну Сахару незалежною державою під назвою Сахарська Арабська Демократична Республіка (САДР).
САДР визнали 47 держав світу. Республіка є членом Африканського Союзу (колишня Організація Африканської Єдності) з 1984. Президент САДР, генеральний секретар Фронту Полісаріо (з 1976 року) — Мухаммед Абдельазіз.
Влада САДР контролюють східну частину Західної Сахари, знану як Вільна зона, яка тягнеться вузькою смугою між зведеною Марокко системою оборонних валів, що іменується владою САДР «Стіною ганьби», і східним кордоном Західної Сахари.
Вимагаючи проведення референдуму про долю території, ООН відмовляється як погодитися з марокканською окупацією та анексією Західної Сахари, так і визнати самопроголошену САДР з прийняттям її до свого складу.

## Державний устрій
Відповідно до «Плану Бейкера», створеного Джеймсом Бейкером , колишнім особистим послом Генерального секретаря ООН Кофі Аннаном у Західній Сахарі, САДР було б замінено п’ятирічним перехідним органом Західної Сахари (ПОЗС), несуверенним автономним регіоном під наглядом. Марокко, після чого відбудеться референдум про незалежність. Його схвалила ООН у 2003 році. Однак, оскільки Марокко відмовилося від участі, план видається неможливим.
У квітні 2007 року уряд Марокко запропонував орган місцевого самоврядування через Королівську консультативну раду у справах Сахари (ККРСС) керувати територією з певним ступенем автономії для Західної Сахари. Проєкт був представлений Раді Безпеки ООН у середині квітня 2007 року. Ситуація щодо пропозиції Марокко привела у глухий кут. У квітні 2007 року ООН у «Звіті Генерального секретаря» попросила сторони вступити в прямі та безумовні переговори та досягти взаємоприйнятного політичного рішення.

## Юридичний аспект
16 жовтня 1975 на прохання Генеральної Асамблеї ООН Міжнародний суд у Гаазі взяв консультативний висновок, в якому вказувалося, що ця територія в доколоніальні часи не була «terra nullius» (нічиєю землею), визнавалося існування раніше певних зв'язків між родами цієї території як з королем Марокко, так і з племенами Мавританії. Але, на думку Міжнародного суду, ці зв'язки не можуть перешкоджати здійсненню населенням Західної Сахари свого права на самовизначення.
Згідно з міжнародним правом регіон мав і має право на незалежність. Зокрема, сам факт анексії Західної Сахари є порушенням Декларації ООН № 1514 «Про надання незалежності колоніальним країнам і народам», а саме:
- відмовивши мешканцям Іспанської Сахари у проведенні референдуму, Марокко і Мавританія порушили статтю 1 («всі народи мають право на самовизначення; в силу цього права вони вільно встановлюють свій політичний статус»), статтю 5 ("у всіх <…> територіях, які ще не досягли незалежності, повинні бути негайно прийняті заходи для передачі всієї влади народам цих територій ")

- розділивши Західну Сахару на 2 частини Марокко і Мавританія порушили статтю 6 (будь-яка спроба, спрямована на те, щоб частково або повністю зруйнувати національну єдність і територіальну цілісність країни, несумісна з цілями і принципами Статуту Організації Об'єднаних Націй)

- довгострокова затримка при підготовці у проведенні референдуму з боку світового співтовариства порушує статтю 2 («недостатня політична, економічна і соціальна підготовленість або недостатня підготовленість у галузі освіти ніколи не повинні використовуватися як привід для затримки досягнення незалежності»)

- всі держави світу, що визнають Західну Сахару частиною Марокко порушують статтю 7 («всі держави повинні суворо і сумлінно дотримуватися положень <…> цієї Декларації»)

## Міжнародні відносини

### Відносини з Україною
Україна не визнає САДР і розглядає план Марокко щодо автономії Західної Сахари  як базу для розв'язання суперечки САДР з Марокко.

## Географія
Атлантичне узбережжя Західної Сахари зайнято акумулятивною приморською низовиною, переходить на сході в піднесені цокольні рівнини з останцевими масивами. На північний схід заходять відроги ступеневої плато Драа висотою до 823 м. Рухомі піски і дюни займають значні площі в Західній Сахарі. Найважливішими корисними копалинами є фосфорити, а також залізні руди і нафта на шельфі.
Клімат тропічний пустельний, спекотний у внутрішніх районах (25-30 °C) і більш м'який на узбережжі внаслідок впливу холодної Канарської течії (17-20 °C). Епізодичні опади випадають навесні і восени (50-200 мм на рік). Сильні вітри регулярно підіймають пилові бурі. Постійних річок в Західній Сахарі немає, а тимчасові водотоки численні під час дощів (Сабалера, Сагія-ель-Хамра, Ель-Фуш).
Бідний розріджений рослинний покрив представлений пустельною рослинністю — галофітами (солянки, сарсазан) і сланкими злаками, а на узбережжі молочаями. В оазах і низов'ях уедів, що займають 3,8 % території виростають пальми й акації, і вирощуються зернові культури (пшениця, пшоно, ячмінь), фрукти, овочі, фініки. З копитних зустрічається Gazella dorcas, з хижих — шакал, гієна, лисиця фенек. На узбережжі великі колонії перелітних куликів і місця відпочинку рожевих фламінго. У прибережних водах щорічно виловлюється близько 5 тисяч тонн риби.
Західна Сахара не пристосована для осілого сільського господарства через спекотний посушливий клімат і кам'янистий, піщаний ґрунт. Проте кочівні пастухи розводять овець, кіз і верблюдів. На території Західної Сахари є багаті поклади фосфатів, особливо в Бу-Краа. Розробка родовищ почалася на початку 1970-х років. Населення — 256 177 (оцінка 2002 року), головним чином бербери і араби (сахараві).

## Галерея

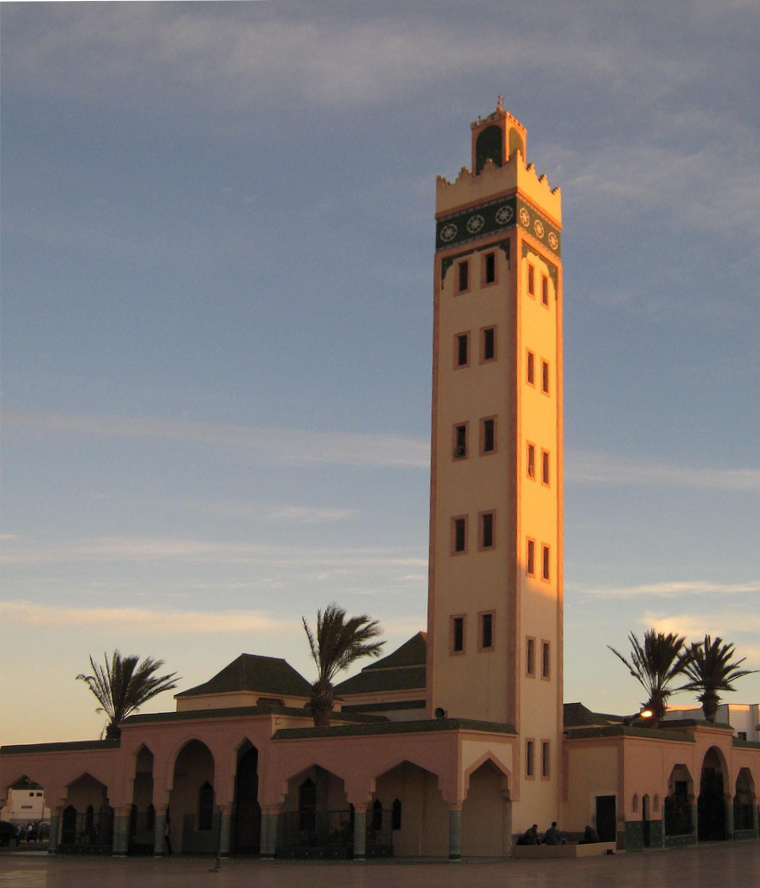
Мечеть у Дахлі. Дахл під контролем Марокко.
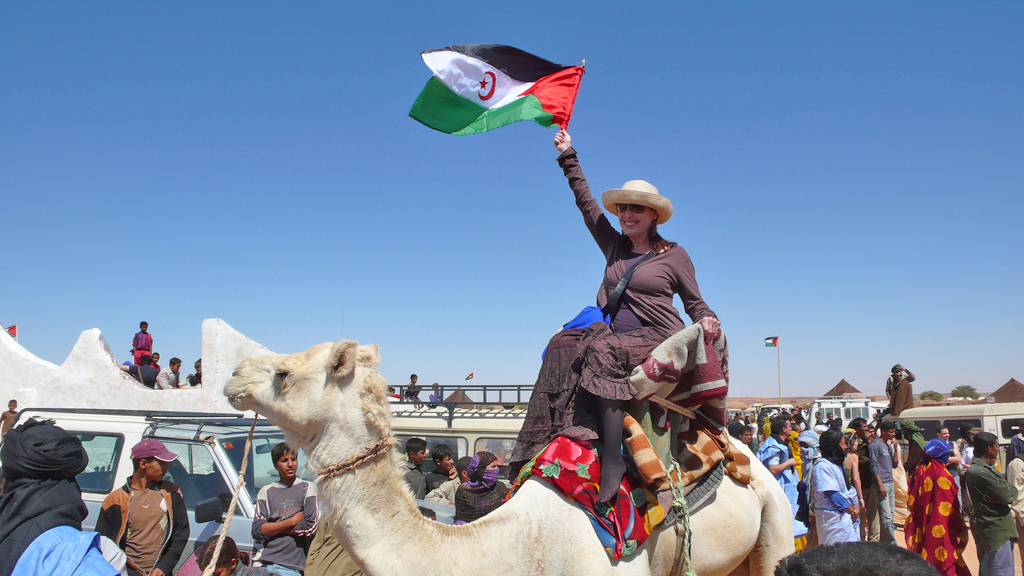
Іспанська актриса Вероніка Форке на кінофестивалі.
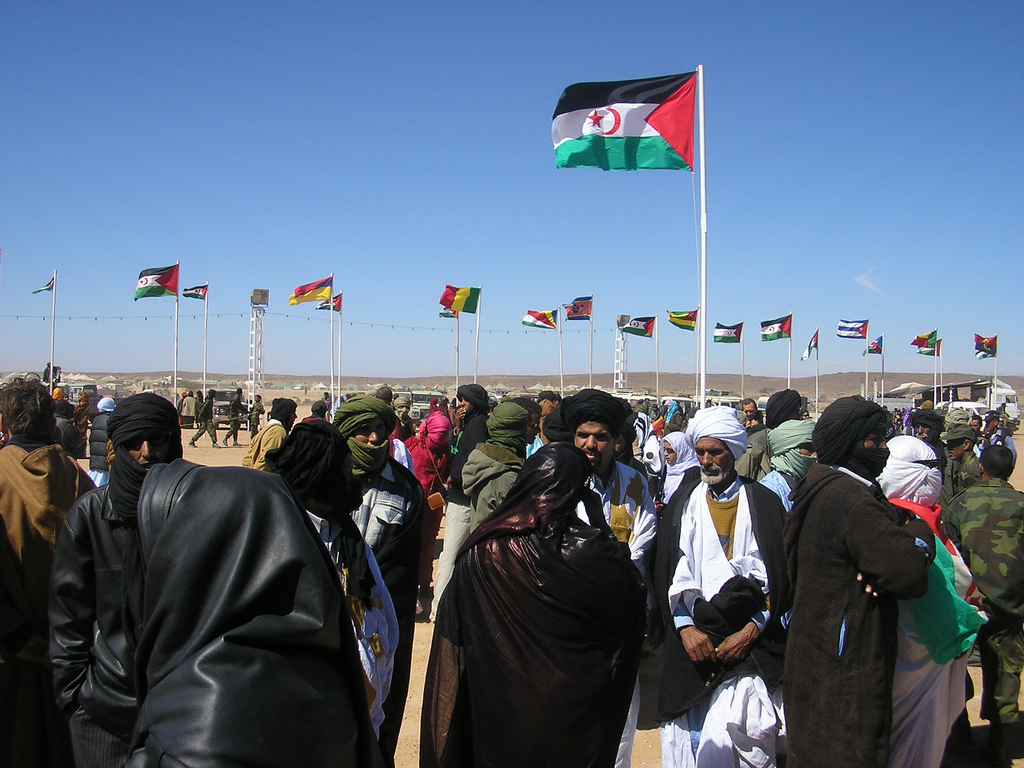
30-й день Незалежності в Тіфариті